# Abé (Sprache)
Abé (auch Abbé, Abbey oder Abi) ist eine afrikanische Sprache mit ca. 200.000 Sprechern, die der Kwa-Sprachfamilie zugeordnet und im Gebiet von Agboville (Elfenbeinküste) gesprochen wird. Abé wird in der ganzen Präfektur Agboville (Außer im Kanton Krobou), zudem noch im Kanton Tiassale in der gleichnamigen Präfektur, insgesamt in 70 „Dörfern“ gesprochen. Sprecher sind die zu den Akan gehörenden Abé.
Innerhalb von Abé werden vier Dialekte gesprochen:
- Tioffo
- Morie
- Abbey-Ve oder Abé-Ve
- Kos oder Khos